# Challenger de Szczecin 2021
El torneo Pekao Szczecin Open 2021 fue un torneo profesional de tenis. Perteneció al ATP Challenger Tour 2021. Se disputó en su 28.ª edición sobre superficie tierra batida, en Szczecin, Polonia, entre el 13 y el 19 de septiembre de 2021.

## Jugadores participantes del cuadro de individuales
| Favorito | País                       | Jugador                 | Rank1 | Posición en el torneo |
| -------- | -------------------------- | ----------------------- | ----- | --------------------- |
| 1        | Bandera de España          | Albert Ramos Viñolas    | 48    | Primera ronda         |
| 2        | Bandera de España          | Pablo Andújar           | 74    | Segunda ronda         |
| 3        | Bandera de España          | Pedro Martínez          | 75    | Baja                  |
| 4        | Bandera de Italia          | Marco Cecchinato        | 81    | Segunda ronda         |
| 5        | Bandera de República Checa | Jiří Veselý             | 90    | Primera ronda         |
| 6        | Bandera de Brasil          | Thiago Monteiro         | 93    | Segunda ronda         |
| 7        | Bandera de España          | Roberto Carballés Baena | 95    | Segunda ronda         |
| 8        | Bandera de Italia          | Stefano Travaglia       | 100   | Segunda ronda         |

- 1 Se ha tomado en cuenta el ranking del 30 de agosto de 2021.

### Otros participantes
Los siguientes jugadores recibieron una invitación, por lo tanto ingresan directamente al cuadro principal (WC):
- Paweł Ciaś
- Daniel Michalski
- Albert Ramos Viñolas

Los siguientes jugadores ingresan al cuadro principal tras disputar el cuadro clasificatorio (Q):
- Nicola Kuhn
- Alex Rybakov
- Vitaliy Sachko
- Alexey Vatutin

## Campeones

### Individual Masculino
- Zdeněk Kolář derrotó en la final a  Kamil Majchrzak, 7–6(4), 7–5

### Dobles Masculino
- Santiago González /  Andrés Molteni derrotaron en la final a  André Göransson /  Nathaniel Lammons, 2–6, 6–2, [15–13]